# Angelo da Costa
Pour les articles homonymes, voir da Costa.
Angelo da Costa, de son nom complet Angelo Esmael da Costa Júnior (né le 12 novembre 1983 à São Bernardo do Campo) est un ancien footballeur brésilien qui évoluait au poste de gardien de but. Il était aussi appelé Júnior Costa avant son arrivée en Italie.

## Biographie
Le 24 octobre 2010, il débute en Serie A en remplaçant Gianluca Curci lors du match face à l'Inter Milan à la 79e minute. Il devient ainsi le premier gardien étranger à évoluer sous le maillot génois.

## Palmarès
- 1 Coupe du Brésil : 2004  Santo André